# 柴田屋站
柴田屋站（日语：／ Shibataya eki */?）是位於富山縣東礪波郡福野町（現時：南礪市），加越能鐵道加越線的鐵路車站（廢站）。

## 歷史
- 1926年（大正15年）
  - 7月5日：加越鐵道申請開設安居寺口站[1]。
  - 7月24日：鐵道大臣井上匡四郎以監第1993號，批准設置安居寺口站[1]。
  - 8月15日：加越鐵道安居寺口站啟用[2][3]。
- 1928年（昭和3年）4月1日：在當地的要求下，車站改名為柴田屋站[4][1]。
- 1933年（昭和8年）5月15日：此站至津澤站之間開設本江站[3]。
- 1943年（昭和18年）1月1日：成為富山地方鐵道的車站[3][5]。
- 1950年（昭和25年）10月23日：成為加越能鐵道的車站[3][5]。
- 1969年（昭和44年）4月1日：此站至本江站之間開設野尻站[3]。
- 1972年（昭和47年）9月16日：加越線廢除，此站也被廢除[3][5]。

## 相鄰車站
加越能鐵道
加越線
野尻－柴田屋－福野

## 注腳
1. 1 2 3  富山縣東礪波郡野尻村公所編《野尻村史料》1929年（昭和4年）12月，富山県東礪波郡野尻村公所，59頁
2. ↑  「地方鉄道駅設置」《官報》1926年8月19日（國立國會圖書館數碼化資料）
3. 1 2 3 4 5 6  今尾惠介《日本鐵道旅行地圖帳》6號北信越（新潮社、2008年）p.33
4. ↑  福野町史編纂委員會編《福野町史》，1964年（昭和39年）9月，福野町役場
5. 1 2 3  富山地方鐵道株式會社編《富山地方鐵道五十年史》，1983年（昭和58年）3月，富山地方鐵道

## 相關項目
- 日本鐵路車站列表 Shi